# 谷三十郎
谷 三十郎（たに さんじゅうろう、天保3年（1832年） - 慶応2年4月1日（1866年5月15日））は、江戸時代の日本の武士。新選組七番組組長。諱は供国。谷万太郎と谷周平は弟。

## 来歴
備中松山藩士（旗奉行、120石・役料20石）・谷三治郎供行の嫡男として備中松山に生まれる。幼少期より直心一派の師範でもあった父から武術を学ぶ。嘉永6年（1853年）1月、家督相続。藩主・板倉勝静の近習役として仕えたが、安政3年（1856年）10月13日、不祥事案により谷家は断絶となる。断絶後、弟・万太郎と共に故郷を出奔し、大坂南堀江町にて道場を開く。天満八軒屋に居住していたとする史料もある。
新選組加盟の時期は不明だが、元治元年（1864年）6月に副長助勤、同年12月に八番組長、慶応元年（1865年）4月に七番組組長・槍術師範を務める。池田屋事件では土方隊の組に属し、事件後は褒賞として17両を賜る。慶応元年（1865年）1月、弟・万太郎ら4名で大坂焼き討ち計画を未然に防ぎ（ぜんざい屋事件）、大坂の豪商・加賀屋四郎兵衛に対する献金要請の際は交渉役を務め、3万1500両もの大金を得ることに成功している。その間、弟・周平は近藤勇の養子となっている。
慶応2年（1866年）4月1日、京都東山の祇園社にて死去。墓所は大阪市北区の本傳寺。

## 備考
- 嘉永4年（1851年）1月の備中松山藩「御家中席帳」には、父三治郎と共に「切符銀三枚弐人扶持 谷三十郎」の記載が確認される。
- 谷家断絶の理由として、三十郎による藩主の姫君との密通説、家老の奥方との不倫などの説が伝えられている。また、不祥事案を起こしたのは三十郎ではなく万太郎とする説もある。
- 通説では、種田流槍術の師範で原田左之助にも指導したとされる。しかし、子孫に伝わる話では剣術一筋で、神明流剣術の指南役であったと伝わっている。槍術の達人とする説があるが、これは弟万太郎と混同された可能性もある。
- 禁門の変で三十郎が捕縛した中田九一郎に対し、「新選組には見かけほど強い隊士はいないので、いつも自分が先頭に立たされる」と話をしている。
- 通説では、弟の周平を近藤の養子に送り込んだことを鼻にかけ、隊内で嫌われていたとされる。
- 死について新選組は会津藩に対して「七番組頭谷三十郎儀、祇園石段下に於て頓死相遂げ候」と報告している。死因については、斎藤一による暗殺説、過度の飲酒による脳卒中説などがあるが、詳細は不明である。
- 司馬遼太郎の『新選組血風録』（およびその最初のテレビドラマ版）では、末弟・谷周平について、三十郎の弟ではなく、息子と描写されている。また、次弟の万太郎は登場しない。